# 恋せぬふたり
『恋せぬふたり』（こいせぬふたり）は、2022年1月10日から3月21日までNHK総合「よるドラ」にて放送されたテレビドラマ。主演は岸井ゆきのと高橋一生。
他者に恋愛感情も性的欲求も抱かない「アロマンティック・アセクシュアル」の男女が始めた同居生活が周囲に波紋を広げていく様を「ラブではないコメディ」として描く。
脚本の吉田恵里香は本作により第40回向田邦子賞を受賞した。
2022年4月改編に伴い、「よるドラ」枠の最終作品となった。

## 製作
若手のスタッフを中心に若者向けにオリジナル制作されるドラマ枠「よるドラ」の第13弾として制作された。セクシュアルマイノリティの一つである「アロマンティック・アセクシュアル」のふたりを登場人物としており、制作にあたっては無性愛の当事者や当事者団体による考証やそれらに対する取材をもとにした。
脚本家の吉田は「恋愛は幸せの選択のひとつにしか過ぎないこと。誰かの生き方に他人がとやかく言うものではないこと、等々……恋愛至上主義の世界では忘れられがちな事柄たちです。本作では、それらに真正面から向き合いました。」と語り、「恋愛ありきの世界だけでなく、周りが決めた『当たり前』に振りまわされて疲れているあなたに届く作品になっていること」を心より願うとコメントしている。

## あらすじ
会社員兒玉咲子は、愛嬌のある人間性の持ち主だが、多くの人々と違い恋愛にもセックスにも興味を持たない性質を持ち、家族や社会の中で疎外感を抱いている。咲子は会社の後輩が企画した「恋する〇〇」キャンペーン商品を見にスーパーへ訪れた時、店員・高橋羽から「恋しない人間もいる」と言われる。
咲子は親友・門脇千鶴とのルームシェアの約束を、元彼とよりが戻ったという理由で反故にされ、自分の性格に改めて向き合う。その中で「アロマンティック・アセクシュアル」（以下アロマアセクという）という性的指向が存在することを知り、当事者が書くブログの内容に共感し自分もそれに当てはまると自覚する。その後、スーパーで高橋と再会した咲子は、高橋がそのブログの運営者であることを知り、彼におなじ性的指向の者同士で「家族」になることを提案する。高橋は本格的に家族になる前の「お試し」としてこれに同意し、ふたりはこの関係を「家族（仮）」（かぞくかっこかり）と称して、高橋の家で同居を始める。
やがて同居が咲子の母・兒玉さくらに発覚し、ふたりは恋人同士を装い、兒玉家を訪れ咲子の家族たちに高橋を紹介する。しかし、恋愛に縁のなかった咲子が恋人を連れてきて「普通」の「幸せ」を得たと盛り上がる家族たちの姿に咲子はいら立ち、自分たちふたりが「アロマアセク」であることを告白する。理解できない家族たちは戸惑い、咲子と高橋は家を後にする。
咲子は以前交際していた同僚・松岡一に自分の性的指向のことを知られ、理解できない彼に否定されたうえ、今もふたりの関係が続いていると一方的に主張される。咲子と高橋は揃って自宅に帰ったところを松岡に恋人同士だと誤解される。嫉妬した松岡と高橋が門の階段で言い争ううち、高橋は松岡をかばって転落し大怪我をする。
反省した松岡は彼の回復まで世話をすると称して、高橋の家でふたりとともに生活し始め、同時に咲子たちのことを理解したいという。ふたりの何気ないやりとりをいちいち恋愛的に解釈し、高橋が嫌悪する性的な話題など、不躾な問いをぶつける松岡に咲子たちは辟易するが、高橋にたしなめられた松岡は、少しずつふたりとの生活になじんでゆく。
高橋の怪我がある程度癒えた頃、松岡は咲子に対し、彼女がアロマアセクであることを尊重し、恋愛も性的関係も求めないなら、家族になるのは自分でもよいのではないかと問いかけ、高橋も「悪くない話」と同調する。迷った咲子は、千鶴に相談しようとするが、千鶴はルームシェア騒動のあと、勤め先の美容室を小田原の支店へ異動し、黙って住所も電話番号も変えていたと分かる。松岡は千鶴と直接会って話し合うべきだと言い、高橋は会うことでわざわざ傷つくことはないと意見、話し合ううち3人は観光がてら小田原に行くことになる。
小田原で千鶴に会った咲子は、千鶴がルームシェアを断り連絡を絶った理由が、咲子への思いが友情ではなく恋愛感情だと突然気付き、その感情のない咲子と一緒に暮らすことに耐えられなかったからだと告白される。千鶴は咲子への思いを忘れようと努力しており、友人に戻ることもできないと告げられた咲子は、松岡の元へ戻り、彼に幸せになってほしいからこそ、自分のために恋愛の喜びを我慢させる関係にはなれないと伝える。松岡はその思いを受け入れる。家に戻った咲子は高橋の用意した食事を泣きながら食べ、高橋はその姿を黙って見守る。
咲子と高橋が同居して初めての新年を迎えたある日、咲子の妹・石川みのりが娘の摩耶を連れて高橋家に押しかける。夫の大輔が、みのりが第2子を妊娠中に浮気をし、離婚を考えているという彼女は姉に八つ当たりをし、その最中に産気づく。咲子はみのりに対し、彼女がどんな道を選択しても味方でいると告げ、みのりは無事出産、駆け付けた兒玉家の人々は大輔を丁寧に拒絶する。
騒動を経て、咲子は高橋との家族としての将来を考えて話し合いをしたいと考えるが、うまく話を切り出せない。また高橋は勤務先のスーパーで店長代理に昇進、自分の好きな野菜との関わりが減ってしまうことに悩む。彼のもともとの夢である野菜関連の仕事へ転職を勧める咲子に、高橋は年齢的問題、何よりも祖母の残した家を守るために、家に近いこの職場から離れる気はないと語る。一方、咲子は仕事の中で出会った野菜栽培会社「イノファーム」の社長・猪塚遥と親しくなり、彼女がかつて高橋と結婚を考えており、高橋の祖母も結婚を強く勧めていたが、彼自身はそれを受け入れられず、破談になっていたと知る。遥は咲子を通じて再会した高橋に、祖母に縛られることなく自分の人生を歩んではと問いかけ、自社で扱っている、地方に移住して農業を始められる「農家デビュー」を薦める。
高橋は提案を断り、咲子はその姿に納得できないでいたが、松岡の励ましや母・さくらからの、アロマアセクとしての幸せをつかんでほしいという言葉に励まされ、高橋と話し合う。「家族（仮）」を解消してまたひとりに戻るのは嫌だという彼に、咲子は自分がこの祖母の家に住み続けて守り、高橋は農家として好きな野菜を育てる生活をすればいいと提案する。同居にこだわることなく、ふたりの関係も「仮」のまま決めつけずに進もうという咲子の提案を、高橋は涙して受け入れる。後の日、高橋は農家として地方に住み、咲子はそのまま高橋家に住みながら連絡を取り合う生活をしている。咲子はこの現状を「大満足な毎日」としながらも、また他者から文句を付けられたりすることもあるだろうと予想するが、それでも自分の幸せや生き方は自分自身で決める、という決意のモノローグで物語は終了する。

## キャスト

### 主要人物
兒玉咲子（こだま さくこ）
演 - 岸井ゆきの
スーパーまるまる本社営業戦略課勤務。
後輩の面倒見も良く周囲から慕われる性格。恋愛することを前提とした社会になじめず日々暮らしていた。
高橋のブログ「羽色キャベツのアロマ日記」をきっかけにアロマンティック・アセクシュアルを自認する。
高橋に「恋愛感情抜きで家族になりませんか？」と同居提案をし、受け入れられて彼の家で暮らす。
カズに対し、高橋について伝えるために、無意識のうちにアウティングをしてしまう。
過去には共通の推しアイドル「サニーサイドアップ」をきっかけに松岡と親しくなり、性行為も含む交際関係に至る。
だが、その経験を経ても恋愛感情も性的欲求も全く理解できないまま、彼からの申し出で交際を解消する。
高橋羽（たかはし さとる）
演 - 高橋一生
スーパーまるまるの青果部門勤務。スーパーを訪れた咲子と出会い、「恋をしない人間もいる」と言う。
アロマンティック・アセクシュアルを自認しており、「羽色キャベツのアロマ日記」という匿名ブログを書いている。
両親には「捨てられた」ため絶縁し、既に他界した祖母と暮らしていた古い一戸建ての家で一人暮らしをしている。
咲子と高橋が付き合っていると勘違いしたカズと揉み合いになり階段から転落し、腕の骨折および腰を痛める怪我をしてしまい、療養中は車椅子に乗ることになる。
松岡一（まつおか かず）
演 - 濱正悟
スーパーまるまる本社マーケティング課勤務。愛称は「カズ」。咲子と同期で仲も良く、何かと彼女に絡んでくる。
咲子との交際のきっかけとなったアイドルの無期限活動休止に伴い、お互いの関係も「活動休止」するが、本人はまだ続いていると思っている。
高橋が車椅子生活になった際は、咲子たちと共に生活する。第5話で咲子の気持ちを聞いて彼女との関係は「解散」となり高橋家での同居も終了する。
だが、その後も彼らと友人としての付き合いは続く。また同居時に受け取っていた高橋家の合鍵を返さず、勝手に鍵を開けて上がり込むなどする。
門脇千鶴（かどわき ちづる）
演 - 小島藤子
高校時代からの咲子の親友。美容師。
咲子とルームシェアをする予定だったが、元彼とよりが戻ったと咲子に言ったため話は流れる。
後日詫びとして咲子あてに蟹を贈るが、その後は職場を異動したうえ、咲子には告げず住所も電話番号も変えていた。
その後、咲子が千鶴のいる小田原を訪問した際に、咲子に対する恋愛感情から一方的に距離をおいたのだと咲子に告げる。
猪塚遥（いのづか はるか）
演 - 菊池亜希子
農業事業会社イノファームの社長。かつて高橋と何かあったらしい。
石川みのり（いしかわ みのり）
演 - 北香那
咲子の妹。夫の大輔・娘の摩耶と暮らしていて、2人目の子供を妊娠中で、第6話で出産する。
実家の近くに住んでいるため、よく実家に顔を出す。
石川大輔（いしかわ だいすけ）
演 - アベラヒデノブ
みのりの夫。学校の先生であり、お調子者で軽いキャラ。
兒玉さくら（こだま さくら）
演 - 西田尚美
咲子の母。結婚に興味を示さない咲子に対し意見はあるが、なるべく圧を与えないようにしている。
兒玉博実（こだま ひろみ）
演 - 小市慢太郎
咲子の父。口数は少ないが、妻と同じく結婚に興味がない娘を心配している。

### スーパーまるまる
丸山
演 - 平野宏周
本社での咲子の後輩。
咲子の仕事上での親切さを自分への好意と思い込むが、間違いと知って落胆し、仕事を休んで異動希望を出す。
田端
演 - 玉置孝匡
本社での咲子の上司。
浜岡
演 - 猫背椿
高橋の同僚。
高橋が怪我をした後、豊玉と共に料理を持って見舞いに来る。
豊玉
演 - 西川可奈子
高橋の同僚。
水谷
演 - 前原瑞樹
豊玉と結婚予定。野菜売り場担当に異動。
原
演 - マキタスポーツ
店長。高橋に店長代理への昇進を告げる。

### その他
石川摩耶（いしかわ まや）
演 - 加藤柚凪
みのりと大輔の娘（第1子）。

### ゲスト

#### 第3回
坂口
演 - 辻岡甚佐
咲子の元彼。
「おにぎりSHOPモグモグ」の店員
演 -鈴木ヨシエ
喫茶店の店員
演 - 貴堂寛之
咲子の小学校から高校時代の友人
演 - 宮崎紬、小泉彩、伊藤翠、森永さくら
「好きな人にいつか出会える。恋って何かいつか分かるよ」と異口同音に言う。

#### 第6回
アロマアセクの交流イベント参加者（登場・発言順、咲子も「花咲おそば」と名乗り参加している）。
メタ
演 - 廣瀬菜都美
「アロマアセク?」の女性。自分の指向をアロマやアセクと無理に決めなくてもいいと考え、名札の説明にハテナがついていると話す。
ごっちん
演 - 小西詠斗
ロマアセクの男性。最高の恋人に出会えたかもしれないとメタに話す。
ハマユカ
演 - 中西柚貴
アロマアセクの女性。自分は考えたことがないが、誰かと暮らしたいと考えたことはあるかと参加者に質問する。
キミ
演 - 吉田伶香
ハマユカの質問に、一人でも毎日楽しくて満足なので考えたことがないと答える。
明日香
演 - 瑞生桜子
アロマアセクの女性。めぐみとはパートナーだが一緒に住んでないと話す。
めぐみ
演 - 春山椋
アセクの女性。明日香とは連絡を取り合うよりどころ的な関係だと言う。

## スタッフ
- 作 - 吉田恵里香
- 音楽 - 阿部海太郎
- 主題歌 - CHAI「まるごと」（OTEMOYAN record）[14]
- アロマンティック・アセクシュアル考証 - 中村健、三宅大二郎、今徳はる香
- 制作統括 - 尾崎裕和
- プロデューサー - 大橋守、上田明子
- 演出 - 野口雄大、押田友太、土井祥平
- 助監督 - 舟橋　哲男
- 撮影 - 榊原大悟、佐々木達之介、岡田裕、田中哲平
- 技術 - 富樫吉男、増田徹
- 照明 - 中島誠、岡本理、貫井　聡一、熊谷宗洋、久慈和好、田幡響子、中内泰佑
- 音声 - 佐伯悠、下迫賢治、妹川英明、高木陽、菅野佑介
- 映像技術（VE） - 原亜希斗、岡本卓
- 編集 - 村上雅樹、堀田弘明、鈴木真一
- 記録 - 古谷まどか
- 美術 - 伴内絵里子
- 衣装 - 高橋さやか
- VFX - 堀田弘明　[27]
- 制作・著作 - NHK

## 用語
アロマンティック・アセクシュアル
アロマンティックとは、恋愛的指向の1つで他者に恋愛感情を抱かないこと。アセクシュアルとは、性的指向の1つで他者に性的に惹かれない、性的欲求が向かないこと。恋愛感情も性的欲求も抱かない人を、アロマンティック・アセクシュアルと呼ぶ。
ロマンティック・アセクシュアル
他者に恋愛感情を持つことはあるもの性的欲求は抱かない人のこと。第6話中のように「ロマアセク」と略することがある。
アウティング
他人のセクシュアリティを相手に許可を得ずに第三者に伝えてしまうこと。差別的な意図を持たなくても成り立つ。

## 他作品とのコラボレーション
同じ「よるドラ」枠で2019年に放送されたテレビドラマ『だから私は推しました』に登場する架空の地下アイドル「サニーサイドアップ」（略称：サニサイ）が咲子とカズの共通の推しだったアイドルとして登場し、「サニサイ」がツイッターでトレンド入りするなど話題を呼んだ。

## その他
第3話の放送では冒頭に「ドラマの中で性的接触の描写があります あらかじめご留意ください」と性嫌悪を持つ人へ配慮をするテロップが入った。これに関して脚本の吉田は「事前にそれを入れることをお知らせいただいたのですが、本当に素晴らしいことだと思いました。もっとこういう注釈増えて欲しいな」とTwitterで想いを明かした。

## 放送日程
| 各話  | 放送日  | 演出     |
| ----- | ------- | -------- |
| 第1話 | 1月10日 | 押田友太 |
| 第2話 | 1月17日 | 野口雄大 |
| 第3話 | 1月24日 | 土井祥平 |
| 第4話 | 1月31日 | 押田友太 |
| 第5話 | 2月21日 | 野口雄大 |
| 第6話 | 2月28日 | 土井祥平 |
| 第7話 | 3月14日 | 押田友太 |
| 第8話 | 3月21日 | 野口雄大 |

- 2月6日・13日は北京冬季オリンピック中継・デイリーハイライト放送のため放送休止。その代わりとして、第1話 - 第4話のキャッチアップ放送（再放送）を2月19日0:01 - 2:07の『ミッドナイトチャンネル・NHKイッキ見!!』枠内（2月18日深夜。途中中断あり）にて行った。
- 令和4年度文化庁芸術祭 テレビドラマ部門出品を受け、『ミッドナイトチャンネル・イッキ見ゾーン』にて2022年11月4日・5日未明（3日・4日深夜。3日深夜は第1-3話、4日深夜は第4話以降）のアンコール放送が予定されている[33]。

## 受賞
- 第40回向田邦子賞（2021年度、吉田恵里香『恋せぬふたり』）[4]
- 第59回（2021年度）ギャラクシー賞テレビ部門特別賞受賞[34]
- 令和4年度（第77回）文化庁芸術祭優秀賞受賞[35]

## ノベライズ
ドラマの脚本を手がける作家・吉田恵里香による完全書き下ろしで、ノベライズが刊行された。
書誌情報
- 吉田 恵里香『恋せぬふたり』（2022年4月28日発売、 NHK出版、ISBN 978-4-14-005723-0 ）